# أبواب حمص
أبواب حمص هي الأبواب التاريخية لمدينة حمص القديمة، وخلال العهد الروماني كان للمدينة أربع أبواب، هي باب الرستن وباب الشام وباب الجبل وباب صغير؛ قام العباسيون بإعادة بناء وترميم الأبواب وأضافوا لها ثلاثة جدد فأصبح العدد سبعة أبواب، ظلت موضع اهتمام الدول والسلالات المتعاقبة على حمص، حتى قام العثمانيون بهدمها خلال القرن التاسع عشر، وذلك تماشيًا مع توسع المدينة وازدياد قاطنيها، ولم يبق بعد القرارات العثمانية سوى بابي تدمر ودريب قائمان حتى اليوم. خلف أبواب الحمص، تقع المدينة القديمة والتي تحوي على مساجد وكنائس تاريخية إضافة إلى معالم ترقى للعهد المملوكي، أما أبواب حمص التاريخية فهي

## الأبواب

### باب السوق
ويعتقد أنه تاريخيًا باب الرستن، كان يقع في الزاوية الجنوبية الغربية للجامع النوري.

### باب تدمر
ولا تزال بضعة أحجار منه موجودة حتى اليوم، يقع إلى الناحية الشمالية الشرقية، ويعود لما قبل الفتح الإسلامي لبلاد الشام، إذ كانت المنطقة ممرًا تجاريًا هامًا للقوافل العابرة بين تدمر وحمص.

### باب الدريب
وقد قال بعض المؤرخين أنّ اسمه الأصلي «باب الدير»، ويعود لما قبل الفتح أيضًا وهو «باب الشام»، يقع من الناحية الشرقية.

### باب السباع
لا يزال حتى اليوم، يقع إلى شرق قلعة حمص التاريخية، داخل المدينة القديمة.

### باب التركمان
يقع في الزواية الشمالية الغربية للقلعة، حيث تلتقي القلعة مع سور المدينة، ولا تزال بعض آثاره ماثلة بقطع من الحجارة المصقولة، ويعتقد أن اسمه يعود للقرن الحادي عشر حين سكنت بعض القبائل التركمانية المدينة في تلك المنطقة.

### باب المسدود
ويقع إلى الشمال مباشرة من باب التركمان، وقد بناه الوالي منصور إبراهيم (637 - 644).

### باب هود
ويرتبط اسمه بالنبي هود الذي يقع مقامه جنوب الباب، وهو أكبر الأبواب وأهمها ويعود لما قبل الفتح ويعتقد أنه «باب الجبل».